# Christian Sigsgaard
Christian Sigsgaard Petersen (født 14. marts 1997) er en dansk tennisspiller fra Næstved.
Sigsgaard ligger på 787. pladsen på ATP rankings pr. 22 maj 2023.
Sigsgaard spiller for Danmark i Davis Cup med en rekord på 2-1. 